# ویلیام ساندرسون
ویلیام ساندرسون (انگلیسی: William Sanderson؛ زادهٔ ۱۰ ژانویهٔ ۱۹۴۸) بازیگر اهل ایالات متحده آمریکا است. وی از سال ۱۹۷۶ میلادی تاکنون مشغول فعالیت بوده است. از فیلم‌هایی که وی در آن نقش داشته است می‌توان به ستیزه‌جویان، بلید رانر، طلوع ماه سیاه، مردم زیبا و زشت، آینه، آینه، آینه، آینه ۲ و آخرین پایمرد اشاره کرد.